# サンミュージック (チェーンストア)
株式会社サンミュージックは、滋賀県長浜市に本社を置くCD、ゲームソフトなどを扱うチェーンストア。滋賀県各地に直営店を展開し、トーハン・ブックオフ・第一興商など多くの取引先を有する。なお、販売は富士通および富士通パーソナルズや全国代理店・ビデオおよびCD卸売業の各社との間で業務提携を結んでいる。
現在（2024年時点）は事業の多角化を行っており、インターネットカフェやトレーニングジムなどの運営も行っている（詳細は後述）。

## 事業内容
以下の各事業を展開している。なお、店舗展開は後述とする。当項では事業部の解説も行う。
以降は各事業部を扱う。

## 沿革
1972年（昭和47年）7月にレコードショップを滋賀県長浜市に開店した後、支店を彦根市と近江八幡市に開店し、1979年（昭和54年）4月7日に株式会社サンミュージックを設立した。1984年（昭和59年）以降はレンタルビデオや書店に進出し、現在の「SUNMUSIC」の基礎を築いた。1986年（昭和61年）以降はコンピュータのプログラミング開発も行い、1988年（昭和63年）4月にレンタルと販売をマルチ2画面で管理するシステムを松下電器産業（現・ パナソニックホールディングス）との間で共同開発し、1990年（平成2年）2月に卸店システム・本部システム・オンラインシステムを開発している。
店舗の1号店は（本社所在地の）滋賀県長浜市となることが多かったが、事業の多角化（フランチャイズ事業への参入を含む）に伴いそれに該当しないことが多くなっている。なお、当社は芸能事務所グループのサンミュージックグループとは無関係である。

### 年表
- 1972年（昭和47年）
  - 2月 - 創立[1]。
  - 7月 - サンミュージック長浜店が開店する。同店舗は第1号店であり、レコードショップとして開店した。なお、当店舗は2001年（平成13年）4月に開店した同名の複合書店とは無関係である。
- 1979年（昭和54年）4月7日 - 会社設立[1]。当時は長浜市の他に、彦根市（1975年6月開店）と近江八幡市（1977年9月開店）にサンミュージックの店舗を設けていた。
- 1984年（昭和59年）10月 - レンタルビデオに進出し、ビデオランド長浜店を開店する。
- 1985年（昭和60年）2月 - 書店に進出し、ブックランド長浜店を開店する（同店舗1号店）。
- 1986年（昭和61年）4月 - レンタルコンピュータを開発、同年より稼動する。
- 1987年（昭和62年）5月 - レンタルビデオおよび書籍の複合店として、ネットワーク長浜店を開店する（同店舗1号店）。
- 1988年（昭和63年）4月 - 松下電器産業（現・ パナソニックホールディングス）との間でレンタル / 販売マルチ2画面システムを共同開発。同年より稼動する。
- 1990年（平成2年）2月 - 卸店システム・本部システム・オンラインシステムを開発。同年より稼動する。
- 1991年（平成3年）7月 - 大型書店の複合店に進出し、夢工場長浜店を開店する（同店舗1号店）。
- 1992年（平成4年）7月 - プログラミングをビデックス・ジャパン'92に出品する。
- 1994年（平成6年）4月 - LANシステムが稼動する。
- 1997年（平成9年）10月 - 大型書店の複合店、夢工場2号館・長浜店が開店する（「夢工場2号館」は同店舗が1号店であった）。
- 2004年（平成16年）
  - 11月 - 大型複合店のハイパーブックス長浜店が開店する（同店舗1号店）。
  - 12月 - ネットカフェ事業に進出し、アットタイム長浜が開店する（同店舗1号店）。

（注記なき出典：）

## 展開する店舗
当項では2024年9月時点の店舗展開を記載する。店舗は滋賀県内に多く設けているが、一部は近隣の各府県（例：岐阜県・三重県・京都府）などにも店舗を展開している。
- HYPER BOOKS
  - 複合書店およびCDなどの音楽・映像作品のレンタルショップ（俗称・レンタルビデオ）。「SUNMUSIC」の大型店舗を指す。かつては旧称として「夢工場」があったが、同名の店舗は現存しない。2024年8月時点ではすべての店舗が「DELIGHT」との複合店として営業するため、店名の案内には「HYPER BOOKS × DELIGHT」を用いている[店 1]。
- SUNMUSIC
  - 複合書店およびCDなどの音楽・映像作品のレンタルショップ（俗称・レンタルビデオ）。「DELIGHT」との複合店（「SUNMUSIC / DELIGHT」）もあるが、2024年1月8日をもって守山店が閉店し[店 2]、同年8月25日をもって近江八幡店が閉店する[店 3]。かつては旧称として「ネットワーク」やレンタルビデオの「ビデオランド」（1984年10月、滋賀県長浜市に開店。閉店時期は不明）や書店の「ブックランド」（1985年2月、滋賀県長浜市に開店。閉店時期は不明）もあったが、こちらもすべて現存しない。なお、滋賀県彦根市にはファミリーマートとの複合店舗、「ファミリーマート＋サンミュージック」がある[2]。
- DELIGHT
  - 大型文具・雑貨店。すべての店舗が「HYPER BOOKS」または「SUNMUSIC」との複合店舗として営業している[店 1]。
- @time（アットタイム）
  - カラオケ・インターネットカフェ。
- HYPER FIT 24
  - トレーニングジム業態の1つ。「HYPER FITシリーズ」の主力店舗である。
- HYPER FIT Nex 24
  - トレーニングジム業態の1つ。北海道札幌市にも1店舗を展開したが、同店は2024年8月31日をもって閉店した[3]。
- HYPER FIT Wellness 24
  - トレーニングジム業態の1つで、「HYPER FIT 24」の一部店舗が当店舗へ業態を転換した[店 4]。当ジムは美容と健康を考えるトレーニングジムとして運営している[4]。
- SUN FIT 24
  - トレーニングジム業態の1つ。福井県敦賀市に唯一の店舗を設けている[店 5]。
- HYPER FIT GOLF
  - トレーニングジム業態の1つであるが、当店はゴルフ専用のジム（インドアゴルフ）である[店 6]。福井県小浜市に唯一の店舗を設けている[店 6]。
- SUN LAUNDRY
  - コインランドリー。洗濯乾燥機の空き状況の確認や洗濯終了時刻の通知は自動音声通話システムの「ハローコールサービス」で行っている[5]。
- HYPER BAZAAR
  - リサイクルショップ。以前はイオンモール草津に「BOOK OFF × HYPER BAZAAR」があったが、契約満了のため2023年12月17日をもって閉店した[6]。同店舗は2024年4月26日にエディオン大津店に移転し、「BOOKOFF SUPER BAZAAR」として営業している[7]。なお、「BOOK OFF × HYPER BAZAAR」は2024年9月時点では滋賀県彦根市にある店舗が唯一となっている[店 7]。また、当店舗の姉妹店として「SECOND BAZAAR」が滋賀県草津市にあったが、同店舗は2023年11月26日をもって閉店した[店 8]。「SECOND BAZAAR」は2024年9月時点では同名の店舗は現存しない。
- HYPER GOLF
  - インドア型シミュレーションゴルフ練習場。「HYPER FIT GOLF」はトレーニングジムを兼ねるが、同店舗はゴルフ練習場の専門店として営業している。
- 子供服のMilky
  - 子供服販売店。
- Napoli's PIZZA ＆ CAFFÉ
  - 喫茶を併設したピザ屋。
- BOOK OFF
  - ブックオフのフランチャイズ店。滋賀県内で数店舗を運営している。「HYPER BAZAAR」との複合店舗も混在する。

（注記なき出典：）

## 店舗案内
会社概要の「直営店舗」を参照。なお、一部の事業は会社概要に記されていないため、主力事業の店舗案内を下表にまとめた。

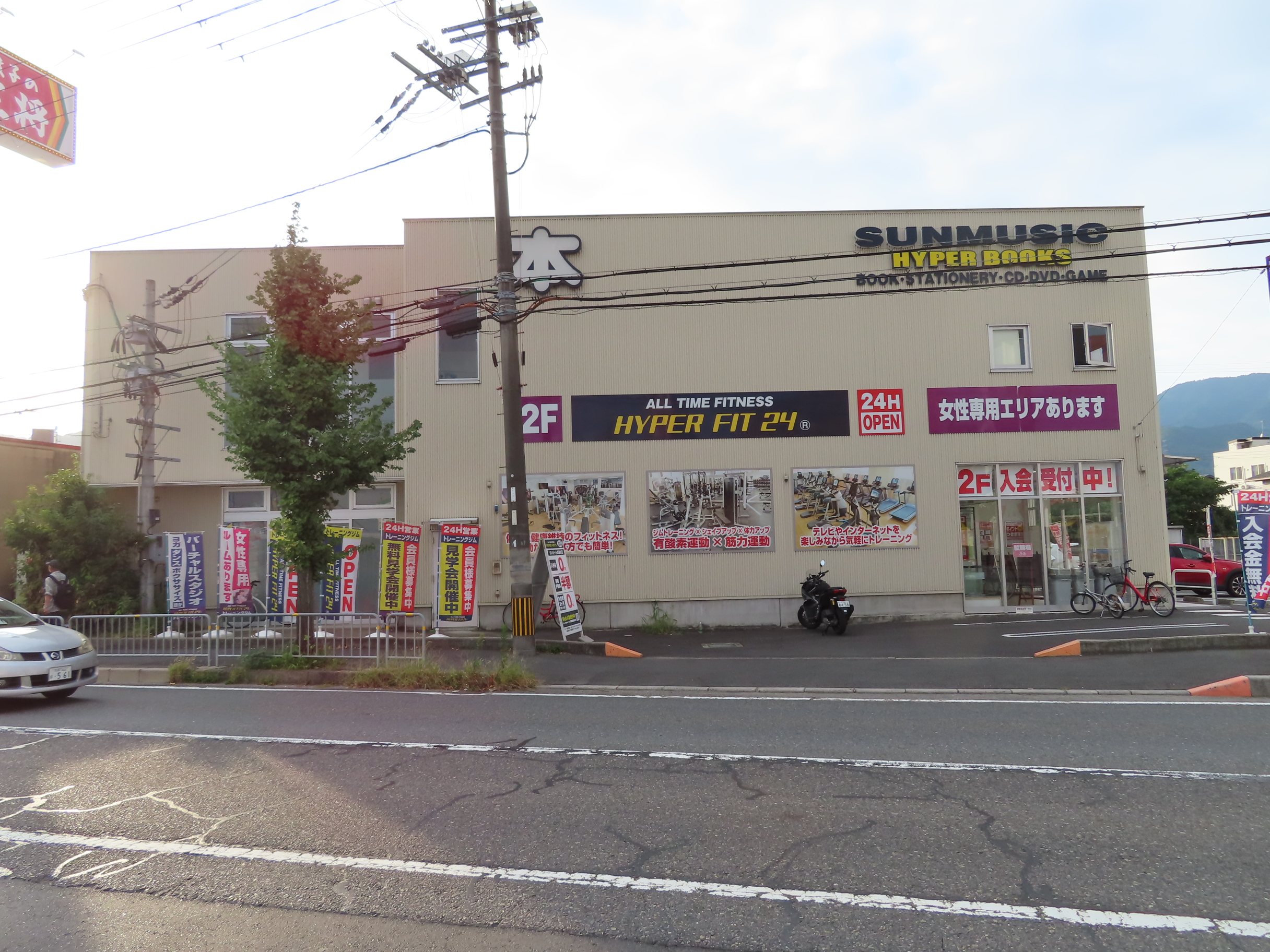
サンミュージック西大津店
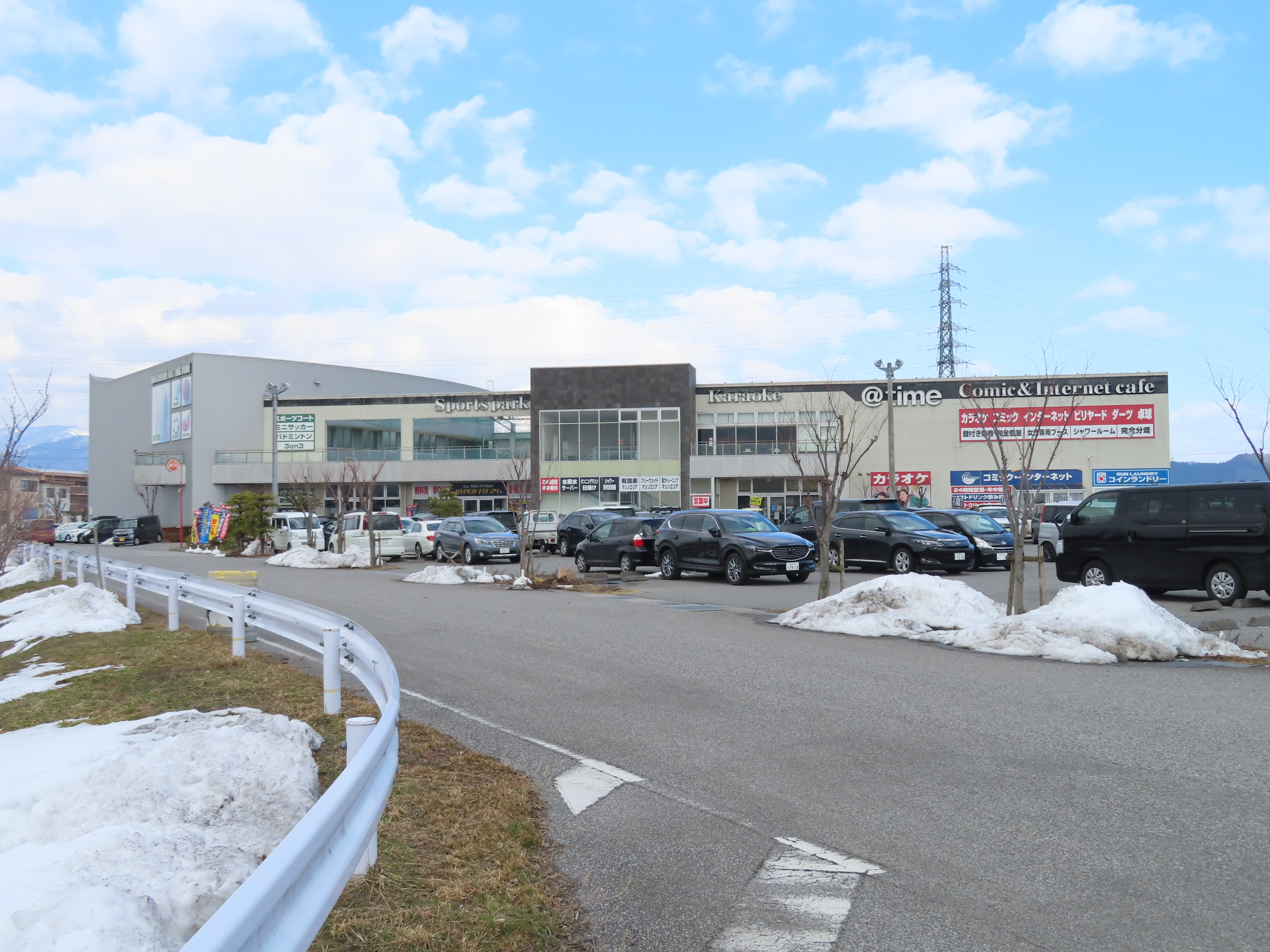
アットタイム長浜バイパス店

| 事業名                | 出典      |
| --------------------- | --------- |
| HYPER BOOKS           | [ 店 1 ]  |
| SUNMUSIC              | [ 店 1 ]  |
| DELIGHT               | [ 店 9 ]  |
| @time（アットタイム） | [ 店 10 ] |
| HYPER FIT 24          | [ 店 11 ] |
| HYPER GOLF            | [ 店 12 ] |
| SUN LAUNDRY           | [ 店 13 ] |

- サンミュージック西大津店
- アットタイム長浜バイパス店

## 主要取引先および販売提携

### 主要取引先
| 分野                           | 取引先                             | 備考                   |
| ------------------------------ | ---------------------------------- | ---------------------- |
| 書籍                           | トーハン                           |                        |
| 書籍                           | 宮井書店                           |                        |
| 書籍                           | 永岡書店                           |                        |
| エンターテインメント商品       | ハピネット・メディアマーケティング | ハピネットの関連会社   |
| システム開発                   | メディアマックス                   |                        |
| レンタルCD卸売の代行           | グラモラックス                     | （会社情報：）         |
| キャラクターグッズ             | ケンメディア                       |                        |
| ゲームおよびキャラクターグッズ | 任天堂販売                         | 任天堂の関連会社       |
| ゲームおよびキャラクターグッズ | コナミデジタルエンタテインメント   | コナミグループに属する |
| 総合アミューズメント           | カジ・コーポレーション             |                        |
| 通信カラオケ                   | 第一興商                           |                        |
| 通信カラオケ                   | エクシング                         |                        |
| ドリンク（清涼飲料水など）     | 日本コカ・コーラ                   |                        |
| 食品                           | ユースカイ                         |                        |
| 食品                           | トーホーフードサービス             |                        |
| リサイクルショップ             | ブックオフコーポレーション         |                        |
| トレーニングジム               | アメアスポーツジャパン             |                        |

（企業に関する出典：）

### 販売提携
- 富士通
- 富士通パーソナルズ

その他、全国代理店およびビデオ・CD卸売業の各社。
（企業に関する出典：）